# Leyat

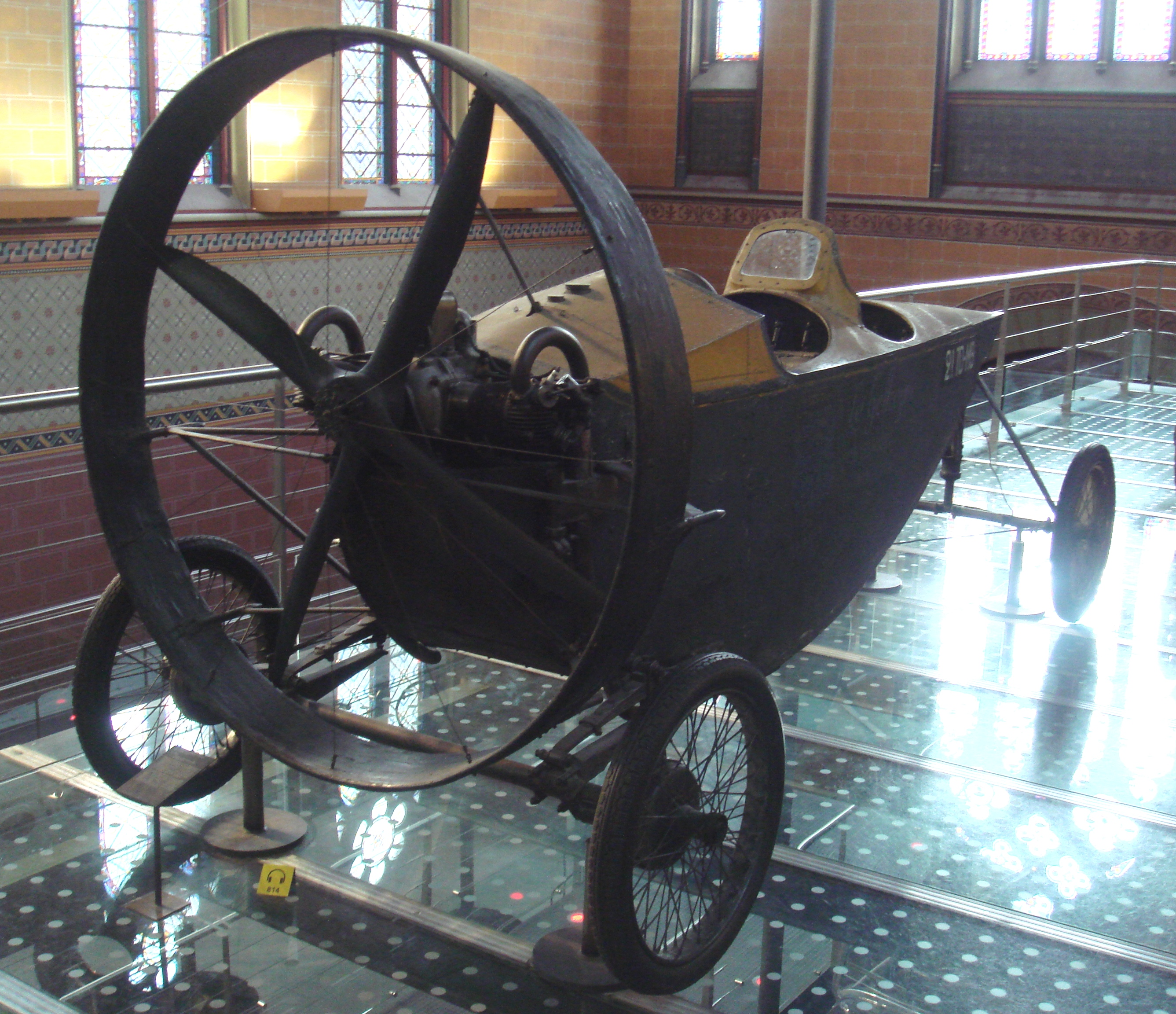
Hélica z roku 1921

Leyat byla francouzská automobilka. Založil ji roku 1919 na Quai de Grenelle v Paříži letecký a automobilový konstruktér Marcel Leyat (1885-1986), který roku 1914 zkonstruoval vůz Hélica poháněný tažnou dřevěnou vrtulí. Karosérie proudnicového tvaru byla vyrobena z překližky, automobil vážil pouhých 250 kg. Byl poháněn dvouválcovým motorem Scorpion o síle 5,9 kW a dosahoval na svou dobu mimořádných rychlostí, spotřeba činila šest litrů na 100 km. Přední pár kol byl pevný a opatřený brzdami, zatáčelo se pomocí zadních kol. Vůz byl dvoumístný, vpředu seděl řidič a za ním pasažér. Leyat svému vozu říkal „letadlo bez křídel“ a po první světové válce jej nabízel převážně závodníkům, později vyvinul i zastřešené modely. Továrně se však podařilo prodat pouze okolo třiceti automobilů a v roce 1925 ukončila činnost. V roce 1927 vyvinul Leyat ještě jeden prototyp, který dosáhl na trati v Montlhéry rychlosti 171 km/h.
Jedno dochované vozidlo je v současnosti vystaveno v Musée des arts et métiers v Paříži.